# Gustav-Stresemann-Wirtschaftsschule
La Gustav-Stresemann-Wirtschaftsschule (GSW) est l'un des quatre Lycées professionnels (en allemand : Berufsbildenden Schulen) de Mayence. Son homonyme est l'homme politique et homme d'État Gustav Stresemann. L'école propose deux filières : l'école professionnelle supérieure (en allemand : Höhere Berufsfachschule (HBF) (de)) et l'école secondaire professionnelle (en allemand :  Berufliches Gymnasium (BG) (de)). Depuis 1999, l'école est implantée à Hechtsheim dans un ancien bâtiment IBM.

## Histoire
Une école de commerce d'un an pour garçons a été fondée en 1907 et a trouvé, à partir de 1922, son premier logement permanent dans l'ancienne université « Domus Universitas ».
L'école fut fermée pendant trois ans entre 1944 et 1947 parce qu'il n'y avait pas de bâtiments adaptés à Mayence en raison des destructions causées par la guerre. Ce n'est que le 15 avril 1947 que l'école put reprendre ses activités sous la direction de M. Dörr. Il fut suivi par M. Kloster (1952-1955) et, à partir de 1955, par Gotthard Steglich.
À partir de 1958, l'école fut hébergée de manière permanente dans la citadelle de Mayence. Les salles d'enseignement se trouvaient initialement dans le bâtiment d'entrée, mais cela n'était bientôt plus suffisant puisque l'école de commerce d'un an est devenue une école de commerce de deux ans. L'école supérieure de commerce a été ajoutée. Enfin, le Wirtschaftsoberschule (en français : « école supérieure d'enseignement de commerce ») est fondé, d'où émerge le lycée de commerce dans le cadre de la réforme scolaire.
À partir de 1964 environ, le bâtiment d'entrée devint finalement trop petit. On devait trouver d'autres salles dans d'autres écoles et des baraques ont finalement été mises à disposition. Plus tard, le déménagement vers la « Doppelkompaniekaserne » a eu lieu, mais cela n'a vite plus suffi. En 1999, la Gustav-Stresemann-Wirtschaftsschule quitte la citadelle pour un nouveau bâtiment scolaire adapté à ses besoins d'enseignement dans un ancien bâtiment administratif d'IBM Mayence.
Les langues étrangères jouent un rôle majeur dans les différentes sections de l’école. C'est donc tout naturellement qu'en cherchant un nom, on a pu se mettre d'accord sur un homme politique européen : Gustav Stresemann. À partir de 1964, elle porte son nom.
L'école Gustav-Stresemann-Wirtschaftsschule a été l'une des premières écoles de commerce et a ensuite constitué la première école supérieure de commerce et le premier lycée de commerce de Rhénanie-Palatinat.

## Directeurs après 1945
| de   | à    | nom                      |
| 1947 | 1952 | Hr. Dörr                 |
| 1952 | 1955 | J. Kloster               |
| 1955 | 1973 | Gotthard Steglich        |
| 1973 | 1989 | Theo Hipleh              |
| 1990 | 1993 | Nortrud Hummel           |
| 1993 | 2004 | Günter Mattis            |
| 2004 | 2013 | Ibolya Havel-Scheuermann |
| 2014 | 2018 | Brigitte Glismann        |
| 2019 |      | Volker Wolff             |

## Litérature
- Michael Kläger: Gustav-Stresemann-Wirtschaftsschule Mainz – öffentliche Handelslehranstalt. 1907–2007, Mainz 2007. (Festschrift zum 100-jährigen Bestehen)